# ルイス・ペドロ・ダ・シルヴァ・フェレイラ
ルイス・ペドロ・ダ・シルヴァ・フェレイラ（Luis Pedro da Silva Ferreira、1992年1月6日 - ）は、アンゴラ・マランジェ出身のプロサッカー選手。ブルガリア・ファーストリーグ・ツァルスコ・セロ・ソフィア所属。ポジションは、ディフェンダー（センターバック）。